# HMS York (90)
HMS York fue un crucero pesado de la Real Marina Británica perteneciente y cabeza de serie de la clase York junto al HMS Exeter (68).
Participó extensamente entre la preguerra y brevemente en los periodos iniciales de la Segunda Guerra Mundial.
El HMS York mostraba un puente tipo County y sus chimeneas eran levemente lanzadas hacía popa.
Al igual que su cuasi-gemelo, el HMS Exeter, adolecía de deficiencias de blindaje y de tránsito expedito en cubierta debido a su masivas instalaciones en la cubierta principal.

## Historia
El HMS York desde su alta en 1930 estuvo asignado a la 8.ª fuerza naval que hizo representaciones en Sudamérica y en las Indias Orientales del mismo modo que su cuasi-gemelo. Estuvo además en el Mediterráneo y en Canadá hasta 1939.
En 1940 se le asignó al 3.er. escuadrón de cruceros en el Mediterráneo y tuvo participación en el intento de captura del vapor alemán mixto de pasaje y carga  Arucas en aguas de Islandia, siendo este último hundido por su propia tripulación y rescatados los supervivientes por el crucero británico.
Participó en la Campaña de Noruega evacuando tropas francesas e inglesas junto al HMS Devonshire y protección de convoyes por el Mediterráneo. Precisamente, estando en estos deberes participó junto al HMS Ajax en la Batalla del cabo Passaro en octubre de 1940 combatiendo a la 11.ª flotilla de destructores italianos y hundiendo al destructor de la Clase Soldati Artigliere.

## Final
El 26 de marzo de 1941, estando en Creta, concretamente en la Bahía de Suda fue atacado por dos
lanchas torpederas italianas; el resultado del ataque fue la total inundación de la sala de calderas, hundiéndose hasta la superestructura (obra muerta) en aguas someras.
Se pensó en rescatarlo, pero la ayuda enviada (el submarino HMS Rover) no pudo llegar a destino y se decidió inutilizar el crucero con cargas de demolición el 22 de mayo de ese mismo año, no sin antes desmontar las piezas artilleras y dejarlas para la defensa de la isla. En 1952, el casco fue retirado del lugar y remolcado a la isla de Bari para su total desarme.